# Thalapathi
Thalapathi (en español: El Comandante) es una película dramática en idioma tamil de 1991, escrita y dirigida por Mani Ratnam y producida por G. Venkateswaran. Está protagonizada por Rajinikanth, Mammootty y Shobana en los papeles principales con Arvind Swamy, Srividya, Amrish Puri, Bhanupriya, Nagesh y Charuhasan en roles de reparto. El tema se basa en la amistad entre Karna y Duryodhana de la epopeya hindú Mahabharata. La partitura y la banda sonora fueron compuestas por Ilaiyaraaja. La película, que presenta la última colaboración de Mani Ratnam e Ilaiyaraaja, fue doblada y lanzada en Telugu e Hindi como Dalapathi. La cinta se convirtió en un éxito crítico y comercial durante su presentación en los cines. Años más tarde se grabó en los idiomas kannada y annavru.

## Sinopsis
Kalyani, una niña de 14 años, abandona a un niño colocándolo dentro de un tren de mercancías, por temor a la reacción social. Es encontrado y criado con el nombre Surya. Sin embargo, al crecer se vuelve intolerable contra la injusticia, especialmente en contra de los pobres, en medio de la consternación por la verdadera razón por la que fue abandonado por su madre biológica. Un chal amarillo era el único recuerdo que tenía de su madre, en el que ella lo había envuelto cuando lo abandonó.

## Reparto
- Rajinikanth como Surya.
- Mammootty como Devaraj.
- Shobana como Subhalakshmi.
- Arvind Swamy como Arjun.
- Geetha como Selvi.
- Bhanupriya como Padma.
- Srividya como Kalyani.
- Jaishankar como Arjun's father.
- Amrish Puri como Kalivardhan.
- Nagesh como Panthulu.
- Charuhasan como Sreenivasan.
- Nirmalamma como la madre de Surya.
- Pradeep Shakti como el asistente de Kalivardhan.
- Manoj K. Jayan como Manoharan.
- Baby Vichitra como Tamizhazhagi.
- Vincent Roy como Shanmugam.
- Sakthivel como Palanivel.
- Jaya Prahasam como el oficial de policía.
- Thalapathy Dinesh como Ramana.

## Producción
Rajinikanth era amigo del hermano de Mani Ratnam, G. Venkateswaran, y hace tiempo quería hacer una película juntos. Ratnam lo había visto dos veces porque había expresado interés en trabajar con él, aunque no tenía nada para él en ese momento. Necesitaba una película que tuviera alcance para el estrellato de Rajinikanth. Entonces surgió el concepto de la historia de Karna de la epopeya india Mahabharata, a quien Ratnam considera "uno de los mejores personajes del Mahabharata". Ratnam quería presentar a un Rajinikanth de forma realista, similar al que actuó en Mullum Malarum. Rajinikanth afirmó que tuvo dificultades durante el rodaje de la película ya que Mani Ratnam era de otra escuela de cine y le pidió que sintiera emociones incluso cuando participaba en una escena de lucha. Thalapathi sigue siendo la única colaboración entre Mani Ratnam y Rajinikanth a la fecha.
El personaje de Mammooty, Deva, era el equivalente de Duryodhana, mientras que Rajinikanth interpretaba a Surya, el equivalente de Karna. Shobana fue el equivalente de Draupadi, mientras que Arvind Swamy y Srividya interpretaron personajes basados en Arjuna y Kunti, respectivamente. Jayaram fue inicialmente considerado para el papel de Arjun, pero rechazó la oferta debido a conflictos de programación. Fue Mammootty quien sugirió a Jayaram a Ratnam. Kreshna fue elegido para interpretar la versión más joven de Surya, aunque el personaje fue descartado más tarde porque su aparición modificaba la duración de la película. La fotografía fue realizada por Santosh Sivan, convirtiéndose en su primera colaboración con Ratnam. El director eligió filmar la secuencia inicial en blanco y negro en lugar de color, porque según él, el blanco y negro da la sensación de presentar un prólogo sin que haya necesidad de definirlo como prólogo. También se negó a indicar quién fue el padre de protagonista, citando que la película evita de manera consciente contar quién fue el primer amor de la niña menor de edad. Aravind Swamy hizo su debut como actor con esta película. El actor Manoj K. Jayan fue elegido después de que Ratnam quedara impresionado con su actuación en la película en idioma malabar Perumthachan, por lo que hizo su debut como actor en el cine tamil en esta película.
La banda sonora de la película fue compuesta por Ilaiyaraaja, en su última colaboración con Mani Ratnam. De acuerdo a Sivan, Ilaiyaraaja terminó la composición de la banda sonora en medio día.